# ベース・エクストリームズ
ベース・エクストリームズ（Bass Extremes）は、ベーシストのヴィクター・ウッテンとスティーヴ・ベイリーのコラボレーション・グループ。
このプロジェクトは2枚のアルバムを制作した後、3枚目となるアルバム『S'Low Down』を2022年に発表した。ビデオや、Roy Vogtによって転写された楽譜やタブ譜の本といったコンテンツもリリースしている。
ベース・エクストリームズというプロジェクトには、ドラマーのデリコ・ワトソンやオテイル・バーブリッジも参加しており、現在は、オリジナルのドラマーであったグレッグ・ビソネットが参加している。

## ディスコグラフィ

### アルバム
- Cookbook (1998年、Tone Center)
- 『ジャスト・アッド・ウォーター』 - Just Add Water (2001年、Tone Center)
- S'Low Down (2022年、Vix)

## 参考記事
- "Pop and Jazz Guide" ニューヨーク・タイムズ (2004年9月17日)
- "All that Bass" Harrisburg Patriot News (2006年11月23日)